# Lua Vizcaino i Medina
Lua Vizcaino i Medina   (Barcelona, 1 de novembre de 1996) és una ciclista catalana especialista en bicitrial, considerada una de les més prometedores de l'escena internacional femenina dins aquest esport. Fins al moment, n'ha guanyat diversos campionats nacionals i estatals, entre els quals el dels Països Catalans, el d'Espanya, el de Catalunya, el de Tarragona i la Copa Osona. A banda, ha estat subcampiona de Girona i ha format part de la Selecció catalana de biketrial.
Els seus patrocinadors principals són Ozonis, l'escola de trial d'Òrrius, Kronos, TMT i Orestes Ribó. Compta també amb el suport de César Cañas, qui li fa de "motxiller ocasional".
A 1 de gener de 2013

## Trajectòria esportiva
Lua Vizcaino s'aficionà al bicitrial el 2007, mentre passava les vacances d'estiu a la casa familiar de Lledó d'Algars (Matarranya), quan un noi del poble li deixà provar una antiga bicicleta de trial. Després d'insistir força, aconseguí que n'hi regalessin una per Reis el gener de 2008, concretament una Alp 219 Magura, i en veure que no sabia fer-la anar gaire, els seus pares l'apuntaren a una escola de trial per tal que n'aprengués. La seva primera competició fou una prova del torneig de la Copa Catalana a Sabadell, quedant-hi la quarta de sis noies.
Al cap d'un any, cap al 2009, començà a prendre's més seriosament el bicitrial i a destacar pels seus resultats. El 2010 fou convocada per a participar amb la selecció estatal als mundials de l'UCI, a Polònia, i el 2012 debutà a l'UCI World Cup, aconseguint classificar-s'hi entre les 5 primeres i esdevenint així la millor catalana en la classificació d'aquell any (ja que les bessones Mireia i Gemma Abant no van córrer aquesta prova). El mateix any, 2012, va guanyar el campionat d'Espanya de biketrial per tercer any consecutiu, i anava líder del de Catalunya, a banda d'obtenir el tercer lloc a la primera prova de la Copa d'Europa, disputada a Vall-de-roures.

### Preparació
La seva preparació consisteix a entrenar tots els dimarts i dijous (2 hores i mitja a l'escola que dirigeix César Cañas a La Poma, a Premià de Dalt), i alguns dissabtes a la muntanya amb companys de La Poma (unes 3 hores); si li queda temps lliure, fa street trial per Barcelona.

## Palmarès

### Biketrial (BIU)
| Any   | C. del Món | C. d'Espanya | C. Països Catalans | C. de Catalunya | C. de Tarragona | C. de Girona | C. Interescolar | Títols |
| ----- | ---------- | ------------ | ------------------ | --------------- | --------------- | ------------ | --------------- | ------ |
| 2009  |            | 2a           |                    | 1a              | 1a              | 2a           | 1a              | 3      |
| 2010  |            | 1a           | 3a                 | 1a              |                 |              |                 | 2      |
| 2011  |            | 1a           | 1a                 |                 |                 |              |                 | 2      |
| 2012  |            | 1a           |                    |                 |                 |              |                 | 1      |
| Total | -          | 3            | 1                  | 2               | 1               | -            | 1               | 8      |

1. ↑  Al total de títols s'hi compten tots els campionats nacionals o estatals guanyats

### Trial (UCI)
| Any  | C. del Món | UCI W.Y.G. | C. d'Espanya | C. de Catalunya | Copa Osona |
| ---- | ---------- | ---------- | ------------ | --------------- | ---------- |
| 2009 | -          | -          | 9a           | 4a              |            |
| 2010 |            | 5a         |              |                 | 3a         |
| 2011 |            |            |              |                 |            |
| 2012 |            |            |              |                 |            |